# Gare de Cross Gates
La gare de Cross Gates est une gare ferroviaire du Royaume-Uni, située dans la banlieue de Cross Gates dans le Leeds, Yorkshire de l'Ouest en Angleterre. 

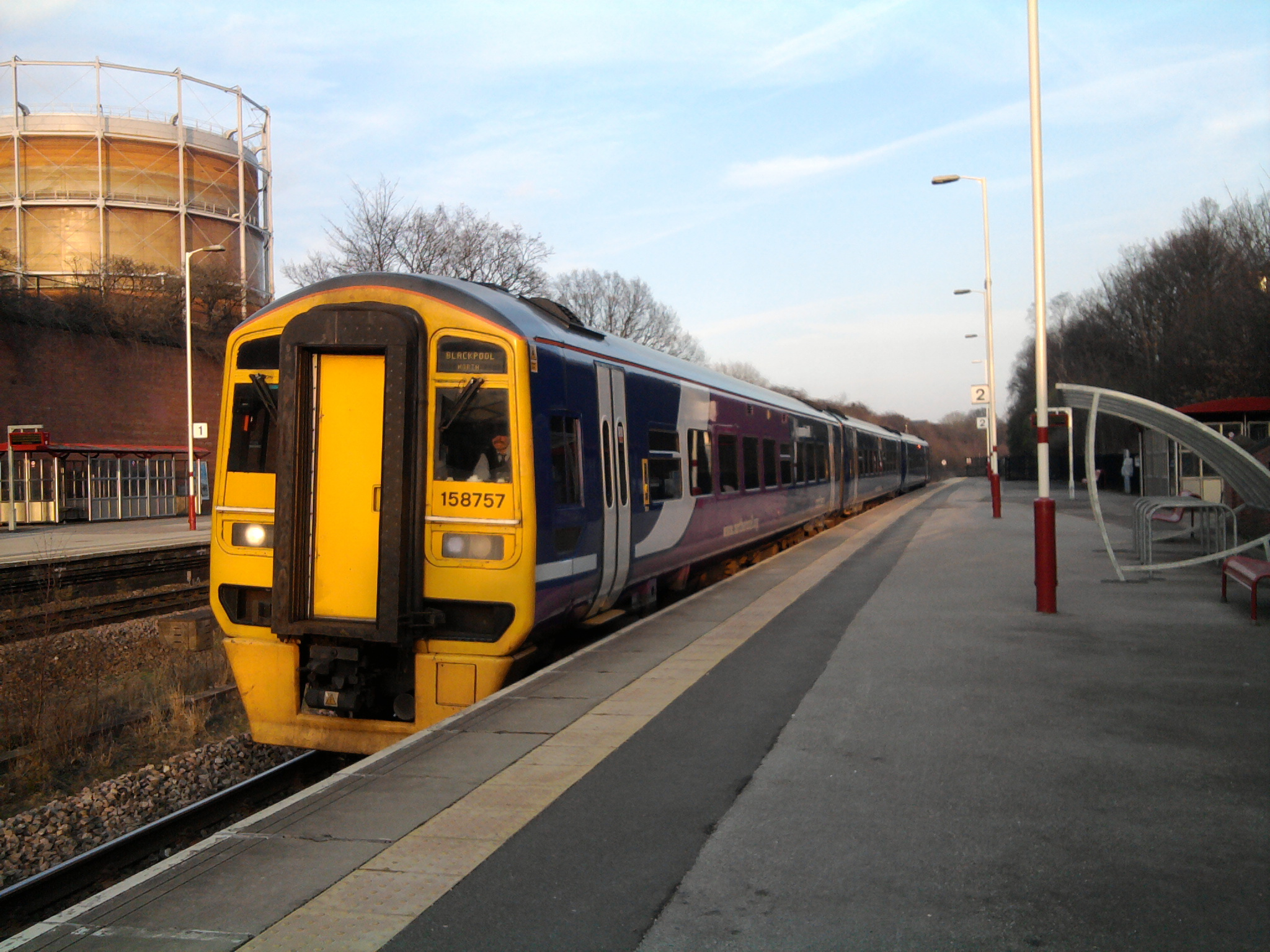
British Rail Class 158 de Northern Rail à Cross Gates (2012)

Les services à partir de Cross Gates sont opérés par Northern Rail.